# Ján Tršo (1968)
Ján Tršo (* 1. září 1968) je bývalý slovenský fotbalista.

## Fotbalová kariéra
V československé lize hrál za Duklu Banská Bystrica. Nastoupil celkem v 10 ligových utkáních.

## Ligová bilance
| Ročník                                   | Zápasy | Góly | Klub                  |
| ---------------------------------------- | ------ | ---- | --------------------- |
| 1. československá fotbalová liga 1987/88 | 6      | 0    | Dukla Banská Bystrica |
| 1. československá fotbalová liga 1988/89 | 4      | 0    | Dukla Banská Bystrica |
| CELKEM                                   | 10     | 0    |                       |